# Saint Mary's (première nation)

Saint Mary's, aussi appelé Sitansisk, est à la fois un village et une première nation malécite, la Première nation de Saint Mary's, de la province canadienne du Nouveau-Brunswick. Elle possède deux réserve indiennes: Devon 30 et Saint-Mary's 24.

## Histoire
Saint-Mary's est habitée par les Malécites depuis le début du XIXe siècle. Ils n'ont pas la propriété de ces terres mais l'obtiennent le 20 juin 1867 pour une superficie de 2,5 acres.
En 1825, le territoire est touché par les Grands feux de la Miramichi, qui dévastent entre 10 000 km2 et 20 000 km2 dans le centre et le nord-est de la province et tuent en tout plus de 280 personnes,.
Les Jeux d'été autochtones du Nouveau-Brunswick de 2011 ont lieu à Saint Mary's.

## Économie
Entreprise Central NB, membre du Réseau Entreprise, a la responsabilité du développement économique.

## Administration
| Mandat      | Fonctions   | Nom(s) |
| ----------- | ----------- | --- |
| 2010 - 2012 | Chef        | Candice Shelley Paul |
| 2010 - 2012 | Conseillers | Gina Louise Brooks, Leonard Roy Brooks, Walter James (Cannon) Brooks, Heather Lynn (Ms. Beannie) Currie, Walter Anthony (Tony) Gabriel, Lisa Kelly Howe, Suzanne McCoy, Stephen Grant Meuse, Bradley Joseph (Bidlow) Paul, Hubert Lambert Paul, Allan Patrick (Chicky) Polchies, Shelley Elaine Polchies. |

|  | Indépendant | 2010- | Candice Shelley Paul |

## Vivre à Saint-Mary's
Le détachement de la Gendarmerie royale du Canada le plus proche est à New Maryland. Le bureau de poste le plus proche est quant à lui à Fredericton, sur la rue Hughes.